# Doxapatres Boutsaras
Doxapatres Boutsaras (en griego: Δοξαπατρής Βουτσαράς) fue un señor griego bizantino independiente en el Peloponeso central del siglo XIII. Tenía su cuartel en el castillo de Araklovon, que se encuentra cerca del pueblo de Minthi, en el Municipio de Zajaro. Resistió los ataques de los francos de la cuarta cruzada por varios años, hasta que finalmente cayó hacía 1210 y se convirtió en parte del Principado de Acaya.
Su heroica defensa de la fortaleza es registrado en la Crónica de Morea, especialmente en sus versiones latinas, donde asume proporciones sobrehumanas: se dice que llevaba una maza que ningún otro hombre podía levantar, y que su coraza pesaba 150 libras. Las historias también cuentan de su hija, María Doxapatres, quien presuntamente se arrojó por las murallas del castillo en lugar de convertirse en la amante de Guillermo de Champlitte.